# Liste d'abbayes bénédictines du Royaume-Uni
Cet article liste les abbayes bénédictines (actives ou ayant existé) sur le territoire anglais actuel. Il s'agit des abbayes de religieux (moines, moniales) suivant la règle de saint Benoît, à l'exclusion des Cisterciens et des Gilbertins.
Ces abbayes ont formé, a différentes époques, des ordres, congrégations ou des groupements, dont les principaux, pour les abbayes anglaises, sont :
- l'ordre de Cluny ;
- la congrégation du Mont Cassin ;
- la congrégation de Solesmes ;
- la congrégation de Valladolid ;
- la congrégation bénédictine anglaise (depuis 1612).

Les abbayes bénédictines actives sont signalées en caractères épais.
Ne figurent pas dans cette liste les prieurés dépendant des abbayes citées.
- Haut – A
- B
- C
- D
- E
- F
- G
- H
- I
- J
- K
- L
- M
- N
- O
- P
- Q
- R
- S
- T
- U
- V
- W
- X
- Y
- Z

## A
- Abbaye d'Abbotsbury (en) (Abbotsbury, Dorset)
- Abbaye d'Abingdon (Abingdon, Oxfordshire)
- Abbaye d'Alcester (en) (Alcester, Warwickshire)
- Abbaye d'Alton (en) (Beech, Hampshire)
- Abbaye d'Amesbury (Amesbury, Wiltshire)
- Abbaye d'Ampleforth, moines (Ampleforth, Yorkshire du Nord)
- Abbaye d'Athelney (en) (Athelney, Somerset)

## B
- Abbaye de Bardney (Bardney, Lincolnshire)
- Abbaye de Barking (Londres)
- Abbaye de Bath (Bath, Somerset)
- Abbaye Saint-Martin de Battle (Battle, Sussex)
- Abbaye de Belmont, moines (Hereford, Herefordshire)
- Abbaye de Bisham, moines (Bisham, Berkshire)
- Abbaye de Bruton (en) (Bruton, Somerset)
- Abbaye de Buckfast, moines (Buckfastleigh, Devon)
- Abbaye de Burton (Burton upon Trent, Staffordshire)
- Abbaye de Bury St Edmunds (Bury St Edmunds, Suffolk)

## C

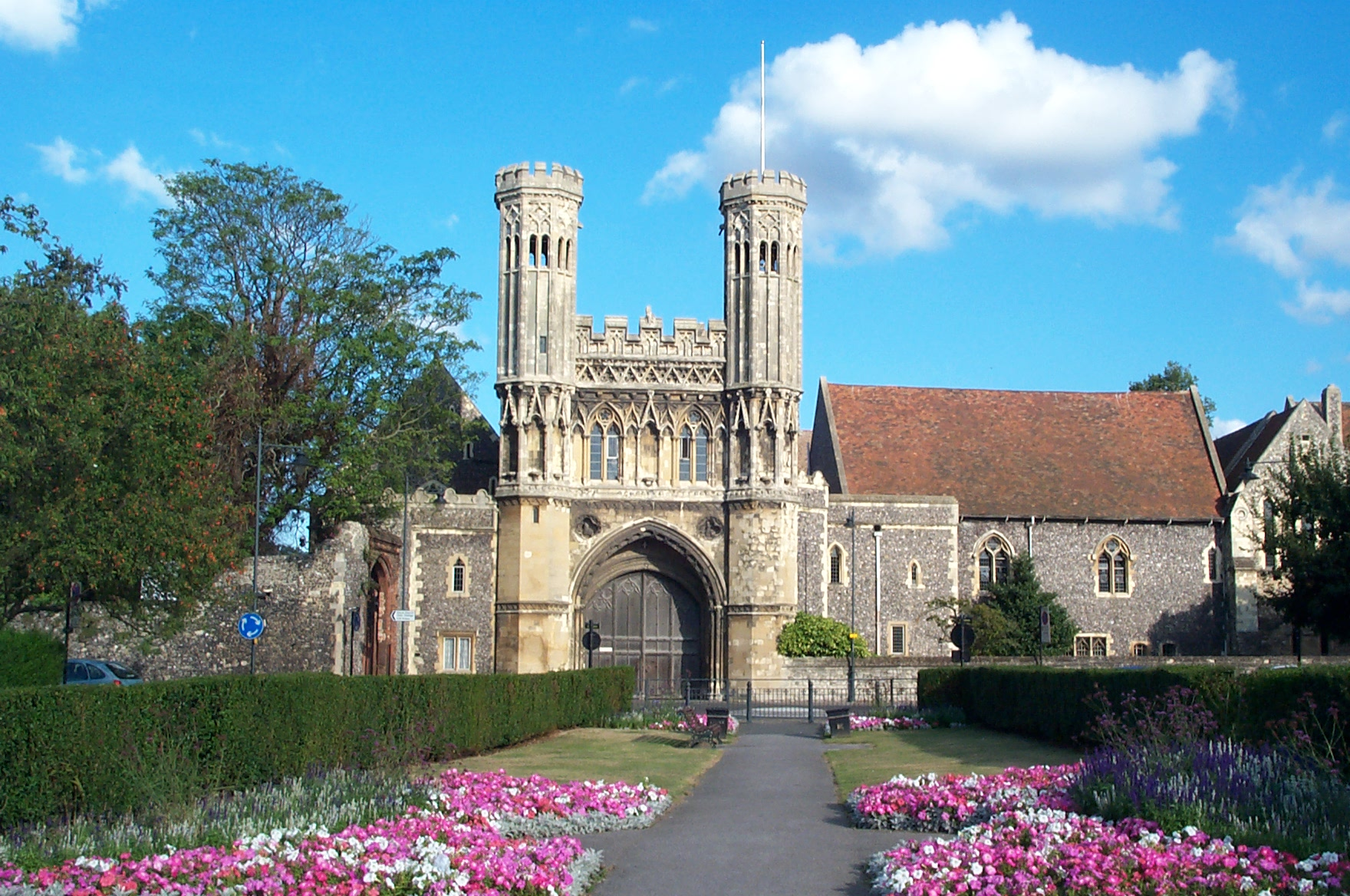
Abbaye de Cantorbery

- Abbaye Saint-Augustin de Cantorbéry (Cantorbéry, Kent)
- Abbaye de Cerne (Cerne Abbas, Dorset)
- Abbaye de Chertsey (Chertsey, Surrey)
- Abbaye de Colchester (en) (Colchester, Essex)
- Abbaye Sainte-Marie de Colwich, moniales (Colwich, Staffordshire)
- Abbaye de Crowland (Crowland, Lincolnshire)
- Abbaye de Curzon Park, moniales (Chester, Cheshire)

## D
- Abbaye de Denny (Waterbeach, Cambridgeshire)
- Abbaye Saint-Edmond de Douai, moines (Woolhampton, Berkshire)
- Abbaye Saint-Grégoire-le-Grand de Downside, moines (Stratton-on-the-Fosse, Somerset)
- Abbaye Sainte-Marie Delapré, moniales clunisiennes (Northampton, Northamptonshire)

## E
- Abbaye d'Ealing, moines (Londres)
- Abbaye d'Evesham (Evesham, Worcestershire)
- Abbaye d'Eynsham (Eynsham, Oxfordshire)

## F
- Abbaye Saint-Michel de Farnborough (Farnborough, Hampshire)
- Abbaye de Faversham (Faversham, Kent)

## G

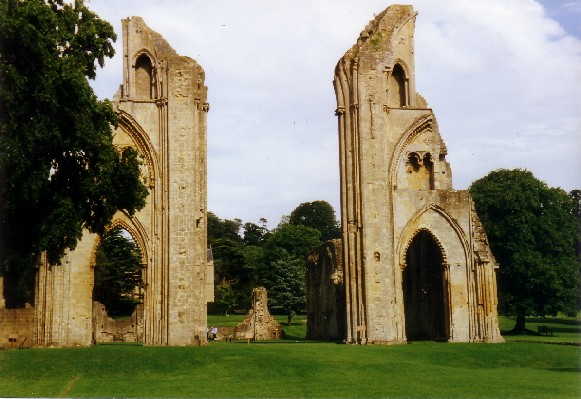
Abbaye de Glastonbury

- Abbaye de Glastonbury (Glastonbury, Somerset)
- Abbaye de Gloucester (Gloucester, Gloucestershire)

## H
- Abbaye de Hexham (Hexham, Northumberland)
- Abbaye de Hyde (Hyde, Hampshire)

## M
- Abbaye de Malmesbury (Malmesbury, Wiltshire)
- Abbaye de Milton (en) (Milton Abbas, Dorset)
- Abbaye de Muchelney (Muchelney, Somerset)

## N
- Abbaye de Norwich (?-1538) (Norfolk)

## O
- Abbaye d'Oulton (en), moniales (Oulton, Staffordshire)

## P
- Abbaye de Pershore (Pershore, Worcestershire)
- Abbaye de Peterborough (Peterborough, Cambridgeshire)
- Abbaye de Portsmouth, moines
- Abbaye de Prinknash, moines (Cranham, Gloucestershire)

## Q
- Abbaye Notre-Dame de Quarr (entre Binstead et Fishbourne, Île de Wight)

## R
- Abbaye de Ramsey, moines (Ramsey, Cambridgeshire)
- Abbaye Saint-Augustin de Ramsgate, moines (Ramsgate, Kent)
- Abbaye de Reading (Reading, Berkshire)
- Abbaye de Romsey, moniales (Romsey, Hampshire)
- Abbaye Sainte-Cécile de Ryde, moniales (Ryde, Île de Wight)

## S
- Abbaye de St Albans (St Albans, Hertfordshire)
- Abbaye de Selby (Selby, Yorkshire du Nord)
- Abbaye de Sherborne (Sherborne, Dorset)
- Abbaye de Shrewsbury (Shrewsbury, Shropshire)
- Abbaye de Stanbrook (en), moniales (Wass, Yorkshire du Nord)

## T
- Abbaye de Tavistock (Tavistock, Devon)
- Abbaye de Tewkesbury (Tewkesbury, Gloucestershire)
- Abbaye de Thorney (Thorney, Cambridgeshire)

## W
- Abbaye de Wearmouth-Jarrow (Jarrow, Tyne and Wear, et Wearmouth, Durham)
- Abbaye de Westminster (Cité de Westminster, Londres)
- Abbaye de Whitby (Whitby, Yorkshire du Nord)
- Abbaye de Wilton (Wilton, Wiltshire)
- Abbaye de Winchcombe (Winchcombe, Gloucestershire)
- Abbaye Sainte-Marie de Winchester, moniales (Winchester, Hampshire
- Abbaye de Worth (en), moines (Crawley, Sussex de l'Ouest)
- Abbaye de Wymondham (en) (Wymondham, Norfolk)

## Y
- Abbaye Sainte-Marie d'York (York, Yorkshire)